# Panthalassza

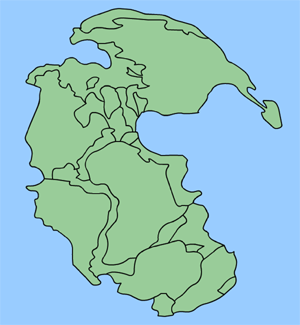
A Pangeát körbeölelő óceán a Panthalassza

A Panthalassza (görögül „minden tenger”) vagy Panthalassza-óceán világóceán volt, amely a paleozoikum földtörténeti időben és a mezozoikum elején körbevette a Pangea szuperkontinenst.
Hozzátartozott a Csendes-óceán őse nyugaton és északon és az ősi Tethys-óceán délkeleten. A Csendes-óceán akkor jött létre belőle, amikor a Tethys medencéje összezárult és a Pangea darabokra szakadt, létrehozva az Atlanti-óceán, a Jeges-tenger és az Indiai-óceán medencéit. Mivel a Csendes-Óceán (nemzetközi nevén Pacifikus óceán) belőle származott, a Panthalasszát nevezik Paleo-Pacifikus-óceánnak (Ős-Csendes-óceán) is. 
A jobb oldali térképen az egyenlítő körülbelül ott halad át, ahol a mai Spanyolország, Marokkó (Casa Blanca) és Boston találkoznak. Az e vonaltól délre elterülő szárazföld neve Gondwana, az északi területeké Laurázsia.

## Kialakulása
Mintegy 900 millió évvel ezelőtt hármas földkéreglemez-találkozás jött létre, amikor a Rodinia szuperkontinens lemezei elkezdtek szétsodródni, majd 700-800 millió évvel ezelőtt Rodinia ketté is szakadt. Laurentia kontinenstől (a későbbi Észak-Amerika) nyugatra így elkezdett szétnyílni a majdani Panthalassza-óceán. Nyugat-Laurenciában a kontinenshasadást megelőző tektonikus tevékenység „meghiúsult törést” hozott létre, nagy üledékmedencékkel. A Rodiniát körbefogó világóceán, a Mirovia elkezdett összezsugorodni, ahogy a Panthalassza és a Pánafrikai-óceán növekedett. 
650-550 millió évvel ezelőtt újabb szuperkontinens, a V alakú Pannotia formálódott ki. A „V” belsejében volt a Panthalassza, rajta kívül a Pánafrikai-óceán és a Mirovia maradéka. 
A Panthalassza óceáni medencéjének és óceáni lemezének jórésze az észak-amerikai-lemez és az eurázsiai-lemez alá bukott. Óceáni lemezének maradéka lehet a Juan de Fuca-lemez, a Gorda-lemez, a Cocos-lemez és a Nazca-lemez (mind az egykori Farallon-lemez részei).

## Külső hivatkozás
- Paleomap project (angolul)